# بوعرقوب
[انحياز]

بوعرقوب إحدى مدن الجمهورية التونسية، تقع في ولاية نابل.

### مواضيع ذات علاقة
- ولاية نابل.